# Зелёный Гай (Зеленоградский район)
Зелёный Гай — посёлок в Зеленоградском районе Калининградской области. Входит в состав Ковровского сельского поселения. Ранее носил немецкое название нем. Groß Drebnau.

## Население
| 2002 | 2010 |
| ---- | ---- |
| 176  | ↗201 |

## История
Первое упоминание поселения относится к примерно 1260 году (в хрониках Тевтонского ордена).
В 1946 году Гросс Дребнау был переименован в посёлок Зелёный Гай.